# Kazimierz Roch Dmochowski
Kazimierz Roch Dmochowski (ur. 24 czerwca 1780 w Zabłociu, zm. 24 stycznia 1851 w Petersburgu) – duchowny katolicki, arcybiskup metropolita mohylewski w latach 1848–1851.

## Życiorys
Studiował w seminarium krasławickim (gubernia witebska). 6 lutego 1803 przyjął święcenia kapłańskie w Wilnie, w ciągu następnych 10 lat pracował w kurii diecezji wileńskiej. Od 1813 asesor konsystorza Wilnie, od 1815 roku – asesor rzymskokatolickiego kolegium w Petersburgu. W 1823 roku został mianowany dziekanem w Wilnie. W dniu 29 czerwca 1841 konsekrowany na tytularnego biskupa Meloë in Isauria i biskupa pomocniczego diecezji wileńskiej z tytułem sufragana kurlandzkiego (nominowany 17 grudnia 1840). Po śmierci metropolity Pawłowskiego w 1842 roku został mianowany przewodniczącym kolegium rzymskokatolickiego. Od 3 lipca 1848 arcybiskup metropolita mohylewski. 26 listopada 1848 przyjął paliusz w kościele Świętej Katarzyny w Petersburgu, 29 czerwca 1849 roku odbył ingres do katedry w Mohylewie. W archidiecezji otrzymał także biskupa koadiutora Ignacego Hołowińskiego Zdobył zaufanie władz rosyjskich. Wizytował parafie w dekanatach mohylewskim i witebskim, co pozwoliło wyeliminować nadużycia w diecezji. Aktywnie sprzeciwiał się zamykaniu klasztorów (w 1840 roku władze zamknęły 191 męskich i 18 żeńskich klasztorów).
Pochowany został w Petersburgu na cmentarzu smoleńskim. W myśl jego testamentu, w 1901 roku jego szczątki zostały przeniesione na cmentarz wyborski w Petersburgu do kościoła NMP i św. Elżbiety.